# Jacques Vanneste
Jacques Vanneste é um matemático britânico.
É professor de matemática na Universidade de Edimburgo, e seu campo de interesse principal é dinâmica dos fluidos.

## Condecorações
- Prêmio Adams 2010[2]